# Одинадцять друзів Оушена
«Одина́дцять дру́зів О́ушена» (англ. Ocean's Eleven, дослівно укр. Одинадцятка Оушена) — американський кримінальний трилер режисера Стівена Содерберґа (був також оператором), що вийшов 2001 року. Картина створена на основі однойменного фільму 1960 року.
Сценарій картини написав Тед Ґріффін, продюсером був Джеррі Вайнтрауб. Вперше фільм продемонстровано 5 грудня 2001 року у США.
В Україні фільм у прокаті не демонструвався.

## Сюжет
Після виходу з в'язниці Денні Оушен планує організувати найскладніше пограбування казино в історії. Він хоче викрасти 150 мільйонів доларів із трьох найбільших казино Лас-Вегаса. Всі ці казино належать розумному та суворому бізнесмену Террі Бенедикту, який зустрічається з колишньою дружиною Оушена — Тесс.
Денні підбирає команду спеціалістів, здатних здійснити цей зухвалий замах. У нього в команді першокласний шулер, молодий кишеньковий злодій та геніальний руйнівник. 

## У ролях
| Актор          | Персонаж                                  | Роль                                                                          |
| -------------- | ----------------------------------------- | ----------------------------------------------------------------------------- |
| Джордж Клуні   | Денні Оушен (англ. Danny Ocean)           | злодій, що збирає команду для пограбування                                    |
| Бред Пітт      | Расті Раян (англ. Rusty Ryan)             | друг і партнер у крадіжках, Оушен наймає його першим, пропонуючи пограбування |
| Елліотт Ґулд   | Рубен Тішкофф (англ. Reuben Tishkoff)     | багатий друг Оушена, колишній власник казино                                  |
| Метт Деймон    | Лінус Колдвелл (англ. Linus Caldwell)     | молодий і талановитий кишеньковий злодій                                      |
| Берні Мак      | Френк Кеттон (англ. Frank Catton)         | працівник казино і шахрай                                                     |
| Кейсі Аффлек   | Вірджил Маллой (англ. Virgil Malloy)      | талановитий механік                                                           |
| Скотт Каан     | Терк Маллой (англ. Turk Malloy)           | талановитий механік                                                           |
| Едді Джемісон  | Лівінґстон Делл (англ. Livingston Dell)   | експерт із електроніки і спостереження                                        |
| Карл Райнер    | Соул Блум (англ. Saul Bloom)              | старий шахрай                                                                 |
| Цинь Шаобо     | «Дивовижний» Єн (англ. «The Amazing» Yen) | досвідчений акробат                                                           |
| Дон Чідл       | Башер Тарр (англ. Basher Tarr)            | експерт із вибухівки                                                          |
| Енді Гарсія    | Террі Бенедикт (англ. Terry Benedict)     | власник казино, яке планує пограбувати Оушен                                  |
| Джулія Робертс | Тесс Оушен (англ. Tess Ocean)             | колишня дружина Оушена                                                        |

Також у фільмі з'явилися з камео:
- Володимир Кличко та Леннокс Льюїс (боксери на ринзі)
- Голлі Марі Комбс, Тофер Грейс, Джошуа Джексон та Шейн Вест (гравці в покер)
- Джері Вайнтравб (азартний гравець високого рівня)
- Зігфрід і Рой (дует естрадних артистів)
- Вейн Ньютон (в ролі самого себе)
- Генрі Сільва та Енджі Дікінсон (в ролі самих себе, актори з огигінального фільму 1960 року)

## Сприйняття

### Критика
Фільм отримав загалом позитивні відгуки: Rotten Tomatoes дав оцінку 82 % на основі 168 відгуків від критиків (середня оцінка 6,9/10) і 76 % від глядачів із середньою оцінкою 3,6/5 (31 099 978 голосів), Internet Movie Database — 7,7/10 (244 611 голосів), Metacritic — 74/100 (35 відгуків критиків) і 8,1/10 від глядачів (116 голосів).

### Касові збори
Під час показу у США, що стартував 7 грудня 2001 року, протягом першого тижня фільм був показаний у 3075 кінотеатрах і зібрав $38 107 822, що на той час дозволило йому зайняти 1 місце серед усіх прем'єр. Показ протривав 147 днів (21 тиждень) і закінчився 28 квітня 2002 року, зібравши у прокаті у США $183 417 150, а у світі — $267 300 000, тобто $450 717 150 загалом при бюджеті $85 млн.

### Нагороди і номінації[10]
| Рік  | Нагорода                                  | Категорія                                                       | Номінант | Результат |
| ---- | ----------------------------------------- | --------------------------------------------------------------- | --- | --------- |
| 2001 | National Board of Review Award            | Найкращі десять фільмів                                         | фільм | Перемога  |
| 2002 | ALMA Awards                               | Видатний актор другого плану у художньому фільмі                | Енді Гарсія | Перемога  |
| 2002 | Art Directors Guild                       | Нагорода за досконалість у виробництві (сучасний фільм)         | Філіп Мессіна, Кейт П. Каннінґем, Роберт Вудрафф, Блер Гайцінґ                                                                                  | Номінація |
| 2002 | BMI Film & TV Awards                      | BMI Film Music Award                                            | Девід Голмс | Перемога  |
| 2002 | Bogey Awards, Germany                     | Bogey Award in Gold                                             | | Перемога  |
| 2002 | Broadcast Film Critics Association Awards | Найкращий акторський склад                                      | | Номінація |
| 2002 | Casting Society of America, USA           | Найкращий кастинґ для художніх фільмів, комедія                 | Дебра Зейн | Номінація |
| 2002 | Costume Designers Guild Awards            | Досконалість в сучасних фільмів                                 | Джеффрі Курланд | Номінація |
| 2002 | Golden Trailer Awards                     | Найкраща комедія                                                | | Номінація |
| 2002 | MTV Movie Awards                          | Найкраще одягнений                                              | Джордж Клуні | Номінація |
| 2002 | MTV Movie Awards                          | Найкраща екранна команда                                        | Джордж Клуні, Берні Мак, Бред Пітт, Елліотт Ґулд, Кейсі Аффлек, Скотт Каан, Едді Джемісон, Дон Чідл, Цинь Шаобо, Карл Рінер, Метт Деймон        | Номінація |
| 2002 | Motion Picture Sound Editors, USA         | Найкращий звуковий монтаж                                       | Ларрі Блейк, Аарон Гласкок | Номінація |
| 2002 | Online Film Critics Society Awards        | Найкращий ансамбль                                              | | Номінація |
| 2002 | Online Film Critics Society Awards        | Найкращий оригінальний саундтрек                                | Девід Голмс | Номінація |
| 2002 | Phoenix Film Critics Society Awards       | Найкращий ансамбль                                              | Джордж Клуні, Берні Мак, Бред Пітт, Елліотт Ґулд, Кейсі Аффлек, Скотт Каан, Едді Джемісон, Енді Ґарсія, Джулія Робертс, Карл Рінер, Метт Деймон | Номінація |
| 2002 | Phoenix Film Critics Society Awards       | Найкраще використання раніше опублікованої або записаної музики | | Номінація |
| 2002 | Satellite Awards                          | Найкраща акторська роль другого плану, комедія або мюзикл       | Карл Рінер | Номінація |
| 2002 | Teen Choice Awards                        | Фільм — вибір актора, Драма / Пригоди                           | Бред Пітт | Номінація |
| 2003 | Сезар                                     | Найкращий іноземний фільм                                       | Стівен Содерберг | Номінація |
| 2003 | DVD Exclusive Awards                      | Найкращий дикторський текст                                     | Бред Пітт, Енді Гарсіа, Метт Деймон | Номінація |
| 2003 | Empire Awards, UK                         | Найкращий режисер                                               | Стівен Содерберг | Номінація |